# Pieter van der Does
Pieter van der Does, né à Leyde en 1562 et mort à São Tomé le 24 octobre 1599, est un amiral néerlandais.
Il est le fils de Jacob van der Does, échevin de Leyde lors du siège de 1574

## Biographie
En 1586, il devient surintendant de la flotte des Pays-Bas qui assiste en 1588 à l'affaiblissement de l'invincible Armada. En 1587, il est bailli et préfet de l'Office des eaux de la Rhénanie, et en 1588 écoutète de Leyde. La même année, il est blessé lors du siège de Mont-Sainte-Gertrude.
Le 23 décembre 1588, il est nommé vice-amiral de Hollande, et peu de temps après maître-général de l'artillerie. En 1594, il est blessé lors du siège de Groningue.
En 1597, il est le premier à occuper le poste de vice-amiral de l'Amirauté de Rotterdam, et, en 1599, celui de vice-amiral de l'Amirauté d'Amsterdam.
En mai 1599, il dirige une flotte de navires hollandais et zélandais vers les côtes de l'Espagne et du Portugal afin de mettre en place un blocus dans le contexte de la guerre de Quatre-Vingts Ans.
En 1599, sa flotte attaque la possession espagnole de Las Palmas de Gran Canaria, lourdement défendue, et ne réussit à s'emparer de la ville que pour quelques jours. L'opération est un échec. Après de lourdes pertes, il dirige une partie de sa flotte vers les côtes d'Afrique de l'ouest, sur l'île de São Tomé et sur les îles Canaries, également possessions espagnoles. Il y trouve la mort à la suite de blessures reçues à Las Palmas ; certaines sources disent qu'il est mort de malaria.

## Possessions
En récompense de ses services, les États de Hollande lui octroient les seigneuries de Vriezekoop et Rijnsaterwoude.

## Sources
- (nl) Cet article est partiellement ou en totalité issu de l’article de Wikipédia en néerlandais intitulé « Pieter van der Does » (voir la liste des auteurs).
- (nl) Ebben, M.A., De aanval van Pieter van der Does op Las Palmas de Gran Canaria (1599) en de Nederlandse expansie rond 1600, 1999
- (nl) Lem, A. van der, Ebben, M.A., Fagel, R.P. & Sicking, L.H.J. (Ed.), De Opstand in de Nederlanden, 1555-1609